# Lahti
Lahti (på svensk: Lahtis) er en by i det sydlige Finland, med et indbyggertal på 120.809 (2024). Byen ligger i Sydfinland, ved bredden af søen Vesijärvi, og cirka 100 kilometer nordøst for hovedstaden Helsinki.
Kommunen ligger i landskabet Päijänne-Tavastland. Kommunen og landskabet hører administrativt under Sydfinlands regionsforvaltning.
Lahti er venskabsby med den danske by Randers. Finlands største fodboldstjerne gennem tiderne, Jari Litmanen, er født i byen.
Byens avis, Etelä-Suomen Sanomat (Sydfinlands Nyheder) er områdets største avis. Den blev grundlagt i 1914, og havde et oplag på 51.537 eksempalrer i 2013.

## Personer fra Lahti
- Eija-Riitta Korhola (1959-), politiker i Europa-Parlamentet, født i Lahti
- Tuomas Aslak Juuso (1985-), politiker, præsident i Sametinget (Finland)[3]